# لويد هاك
لويد هاك (بالإنجليزية: Lloyd Huck)‏ هو شخصية أعمال أمريكي، ولد في 17 يوليو 1922 في بروكلين في الولايات المتحدة، وتوفي في 4 ديسمبر 2012 في ولاية كوليج في الولايات المتحدة.